# Kościół Świętych Apostołów Piotra i Pawła w Tucznie
Kościół Świętych Apostołów Piotra i Pawła w Tucznie – rzymskokatolicki kościół parafialny należący do parafii pod tym samym wezwaniem (dekanat złotnicki archidiecezji gnieźnieńskiej).
Obecny kościół w stylu neogotyckim (czwarty z kolei) został wzniesiony w 1890 roku. Ufundowany został przez: Teklę Wichlińską razem z mężem Józefem, architekta Alexisa Langera z Wrocławia oraz budowniczego Valeriusa Herbsta z Inowrocławia. W dniu 28 czerwca 1891 roku biskup Antoni Andrzejewicz z Gniezna konsekrował świątynię, w tym czasie również zostały ofiarowane kościołowi relikwie świętych męczenników: Vincentego, Kalcedoniego Benoediego, Felicisa i Zenona. Głównym elementem wyposażenia świątyni są organy Spiegla, szczególną ozdobą są również witraże figuralne (Serca Jezusa i Matki Bożej), które wykonał Henryk Winter. Od 2017 roku w kościele są wykonywane prace konserwatorskie, w 2019 roku były prowadzone głównie w prezbiterium.